# Тачкі
Тачкі (пол. Taczki, нім. Tatzken) — село в Польщі, у гміні Простки Елцького повіту Вармінсько-Мазурського воєводства.
Населення — 40 осіб (2011).

## Демографія
Демографічна структура станом на 31 березня 2011 року:
|          | Загалом | Допрацездатний вік | Працездатний вік | Постпрацездатний вік |
| -------- | ------- | ------------------ | ---------------- | -------------------- |
| Чоловіки | 21      | 10                 | 11               | 0                    |
| Жінки    | 19      | 5                  | 13               | 1                    |
| Разом    | 40      | 15                 | 24               | 1                    |